# Tour de Lombardie 1956
Le Tour de Lombardie 1956 est la 50e édition de cette course cycliste. Elle est remportée au sprint par André Darrigade à Milan. Il s'impose pour la première fois dans cette épreuve en devançant Fausto Coppi d'un boyau après un sprint mémorable.

## Déroulement de la course
Cette course dont rêve Coppi, trente-sept ans et quintuple vainqueur, commence bien pour lui après une offensive généreuse mais cette course était marquée du sceau de la malédiction. La « Dame Blanche », Giulia Ochinni, surnommée ainsi par toute l’Italie, est l’amante de Fausto Coppi depuis trois ans, et suit ce Tour de Lombardie depuis la voiture de l’équipe de son compagnon lorsqu'elle s'adresse à Fiorenzo Magni présent au sein du peloton et rival de Coppi : «Fausto est le plus grand». Lequel décide alors de lancer la poursuite et de ramener le peloton vers Coppi. À douze kilomètres de l'arrivée, Coppi est rattrapé et un peloton de dix-huit coureurs se forme. Ce dernier ne se décourage pas et retente sa chance dans le Vigorelli en lançant son sprint à 200 mètres de la ligne. C’était sans compter sur la fulgurante pointe de vitesse d’André Darrigade.
L'un des plus extraordinaires retours de l'arrière au cours d'un sprint est sans doute celui qu'accomplit André Darrigade lors de cette arrivée du Tour de Lombardie 1956 : le Lévrier des Landes entré au Vigorelli en huitième position et enfermé par ses adversaires remonta avec un 50 x 14 un à un tous ses rivaux, soit successivement Louison Bobet, Fiorenzo Magni, Alfred De Bruyne, Rik Van Looy, pour venir, après un sprint titanesque, coiffer sur la ligne d'un boyau le campionissimo Fausto Coppi.
Battu par André Darrigade qu'il avait fait recruter par Bianchi l'année passée pour les courses italiennes, Coppi pleurera comme un gosse à l’arrivée. Gagner une sixième fois la classique des feuilles mortes aurait pu lui permettre de boucler la boucle.
Le journaliste sportif français Pierre Chany qualifiera cette arrivée de « sprint titan » tandis que La Gazzetta dello Sport titrera « Le destin de Coppi s'appelle Darrigade ».

## Classement final
| Pos. | Coureur           | Pays     | Équipe                    | Temps              |
| ---- | ----------------- | -------- | ------------------------- | ------------------ |
| 1    | André Darrigade   | France   | Bianchi - Pirelli         | en 6 h 14 min 20 s |
| 2    | Fausto Coppi      | Italie   | Carpano - Coppi           | m.t.               |
| 3    | Fiorenzo Magni    | Italie   | Nivea - Fuchs             | m.t.               |
| 4    | Giorgio Albani    | Italie   | Legnano                   | m.t.               |
| 5    | Bruno Monti       | Italie   | Atala                     | m.t.               |
| 6    | Roger Decock      | Belgique | Faema                     | m.t.               |
| 7    | Louison Bobet     | France   | Bobet - BP - Hutchinson   | m.t.               |
| 8    | Diego Ronchini    | Italie   | Bianchi - Pirelli         | m.t.               |
| 9    | Alfred De Bruyne  | Belgique | Mercier - Hutchinson - BP | m.t.               |
| 10   | Aimé Van Avermaet | Belgique |                           | m.t.               |

* Rik Van Looy est arrivé quatrième de la course mais a été déclassé.